# حکایت زمستان (ترانه کوئین)
«حکایت زمستان» (به انگلیسی: A Winter's Tale) تک‌آهنگی از کوئین است که در سال ۱۹۹۵ میلادی منتشر شد. این آهنگ از آلبوم made in heaven فردی مرکوری ساخته شده و جزو آخرین اهنگ‌های اوست.